# Cios za cios
Cios za cios – szósty album zespołu Top One wydany przez wytwórnię D'Art Corporation w 1992 roku. Album zawiera 11 piosenek (w tym 9 angielskojęzycznych). Płyta ta wywołała duże kontrowersje wśród fanów zespołu, gdyż całkowicie zrywała z jego dotychczasową stylistyką. Jest mieszaniną kilku gatunków muzycznych, w niektórych piosenkach słychać ostre gitarowe brzmienia, a w utworze "Salvation" daje się odczuć wyraźne inspiracje twórczością grupy Enigma.
Wokalista Paweł Kucharski zaśpiewał tylko utwór tytułowy, natomiast w roli rapera wystąpił perkusista zespołu, Maciej Jamroz, którego gościnnie wspierał Mark Śledziewski. Chórki zaś wykonywała piosenkarka Jolanta Jaszkowska. Producentami płyty byli Maciej Jamroz i Rafał Paczkowski.

## Lista utworów
1. "Cios za cios" (muz. Dariusz Królak, sł. Jan Krynicz)
2. "Move ya body" (muz. Top-One, sł. Mark Śledziewski)
3. "Salvation" (muz. Top-One, sł. Mark Śledziewski)
4. "Just for a while" (muz. Top-One, sł. Mark Śledziewski)
5. "So good it hurts" (muz. Top-One, sł. Mark Śledziewski)
6. "I can’t stand in anymore" (muz. Top-One, sł. Mark Śledziewski)
7. "Capitol" (muz. Top-One, sł. Mark Śledziewski)
8. "Welcome to the 20th Century" (muz. Top-One, sł. Mark Śledziewski)
9. "A matter of time" (muz. Dariusz Królak, sł. Mark Śledziewski)
10. "Badder than bad" (muz. Top-One, sł. Mark Śledziewski)
11. "Zbawienie" (polska wersja utworu "Salvation") (muz. Top-One, sł. Jan Krynicz)

## Twórcy
- Paweł Kucharski – rap (utwór 1)
- Maciej Jamroz – rap (utwory: 1, 2, 6, 8), produkcja
- Dariusz Zwierzchowski – keyboard
- Dariusz Królak – keyboard
- Mark Śledziewski (gościnnie) – rap (utwory: 3, 9, 10), teksty angielskie
- Jolanta Jaszkowska – chórki
- Aff – gitara
- Rafał Paczkowski – produkcja